# 新建南路街道
新建南路街道，是中华人民共和国山西省大同市平城区下辖的一个乡镇级行政单位。2021年3月，撤销新建南路街道，原新建南路街道的幸福里、康乐里、建设里3个社区居委会的行政区域为振华街道的行政区域；原新建南路街道的万城、迎宾路、永康路、北馨园、振兴街5个社区居委会的行政区域为迎宾街道的行政区域。

## 行政区划
新建南路街道下辖以下地区：
北馨园社区、永康路社区、和平里社区、迎宾路社区、康乐里社区、建设里社区、幸福里社区和振兴街社区。